# Lispe fuscipalpis
Lispe fuscipalpis är en tvåvingeart som beskrevs av Malloch 1929. Lispe fuscipalpis ingår i släktet Lispe och familjen husflugor. Inga underarter finns listade i Catalogue of Life.